# Csukás Sándor
Csukás Sándor (Budapest, 1963. január 14.) Balázs Béla-díjas (2002) operatőr.

## Életpályája
Szülei: Csukás Sándor és Géczi Margit. 1981–1989 között a Mafilmnál dolgozott mint világosító, segédoperatőr és operatőr. 1988-tól játék-, dokumentum-, és kisjátékfilmek operatőre. 1989–1993 között a Színház- és Filmművészeti Főiskola film- és televízió operatőr szakos hallgatója volt.

## Filmjei
| - A szárnyas ügynök (1987) - A dokumentátor (1988) - Árnyékszázad (1992) - Szökevény (1993) - Honfoglalás (1996) - Szelidek (1997) - Körúti esték (1997) - Áldott állapot (1998) - A kanyaron túl (2002) - Fekete krónika (2004) - Le a fejjel! (2004) - A Herceg haladéka (2005) - Tavasz, nyár, ősz… (2006) - Casting minden (2007) - Made in Hungaria (2008) - Ki-be tawaret (2010) - Zimmer Feri 2. (2010) - Az éjszakám a nappalod (2014) - Vadkanvadászat (2018) - A merénylet (2018) - Haláljog (1992) - Arckép sötét háttérrel (1993) - Elvesztünk (1993) - Parasztrondó (1994) - Tájképfilm (1994) - Törvénytelen muskátli (1995) - Vörös tangó I.-VIII. (1996) - Úton a halállal (1996) - Három temetés (1996) - A senki szigete (1997) - Elszállt egy hajó a szélben (1998) - Hé, Johnny (1998) - A Hold túlsó oldalán (2000) - Szülőfalum Budapest (2002) - Partik népe (2002) - Virtuóz varázs (2003) - Rekonstrukció (2003) - Haraszty István (2003) - A porond (2003) - Dés (2004) - Aki szétosztotta önmagát (2006) - Vagyok, aki vagyok (2007) - Balladák könyve (2007) - Pápai különkiadás (2009) - Laló (2009) - Romazsaruk (2010) - Kass János üzenete (2010) - A hatalom cinizmusa (2010) - Szigorúan ellenőrzött életek (2012) - Stigma (2013) | - Önuralom (1989) - Jónás könyve (1991) - Budapest anno (1993) - A Trezortól keletre (1993) - Szökés a nagy árvíz idején (1996) - A Mándy-hagyaték (1998) - A pofon (2002) - Jocó (2004) - Ecseri tekercsek (2005) - Születésnap (2010) - Az utolsó kép (2010) - Kellék (2014) - A múzsa csókja (1998) - Kolozsvári operamesék (1999) - Első generáció (2000-2001) - Millenniumi mesék (2001) - Szeress most! (2003) - Könyveskép (2004-2007) - Magyar elsők (2005-2006) - Hajónapló (2010) - Karádysokk (2011) - Társas játék (2011-2013) |

## Díjai
- A filmszemle különdíja (1996, 1999)
- Balázs Béla-díj (2002)
- Az év operatőre (2011)[1]
- Kovács László és Zsigmond Vilmos Magyar Operatőr Díj (A merénylet) ((2019)[2]